# Soo Locks

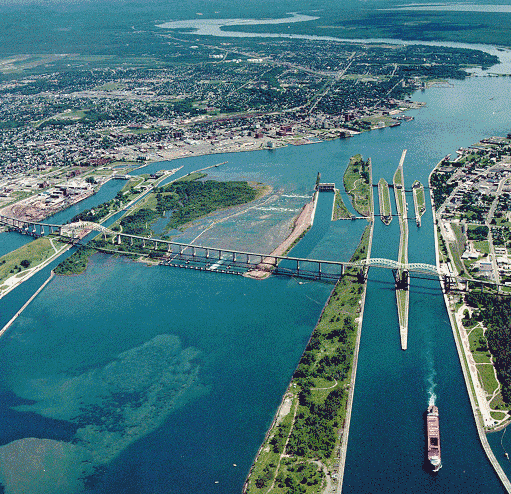
Slussarna med Kanada till vänster och USA till höger.

Soo Locks, ibland stavat Sault Locks (det franska ordet sault uttalas "soo" på engelska), är fem slussar i en kanal som går parallellt med Saint Marys River som är gränsen mellan Kanada och USA, vid Sault Ste. Marie (USA).  Slussarna ligger i USA, på den kanadensiska sidan vid Sault Ste. Marie (Kanada) finns en sluss för fritidsbåtar i Sault Ste. Marie Canal. Slussarna binder samman fartygstrafiken mellan Övre sjön (Lake Superior) och Huronsjön. Mätt i tonnage är detta den mest trafikerade kanalen i världen (i genomsnitt ca 12.000 fartyg per år), trots att slussarna och kanalförbindelsen är stängda under vintern mellan januari och mars.
Slussarna utgör en del av Great Lakes Waterway. Via Saint Lawrenceleden kan fartyg nå Sault Locks från Atlanten.